# Paracrama aurea
Paracrama aurea är en fjärilsart som beskrevs av Embrik Strand 1917. Paracrama aurea ingår i släktet Paracrama och familjen trågspinnare. Inga underarter finns listade i Catalogue of Life.